# Unterseeboot 361
Le Unterseeboot 361 (ou U-361) est un sous-marin allemand (U-Boot) de type VII.C utilisé par la Kriegsmarine (marine de guerre allemande) pendant la Seconde Guerre mondiale.

## Construction
L'U-361 est un sous-marin océanique de type VII C. Construit dans les chantiers de Flensburger Schiffbau-Gesellschaft à Flensbourg, la quille du U-361 est posée le 12 septembre 1941 et il est lancé le 9 septembre 1942. L'U-361 entre en service trois mois plus tard.

## Historique
Mis en service le 18 décembre 1942, l'Unterseeboot 361 et son équipage effectuent leur formation à Danzig sous les ordres de l'Oberleutnant zur See Hans Seidel au sein de la 8. Unterseebootsflottille jusqu'au 30 juin 1943, puis l'U-361 intègre sa formation de combat dans la 11. Unterseebootsflottille à Bergen en Norvège, port qu'il n'atteindra jamais.
L'Unterseeboot 361 a effectué trois patrouilles dans lesquelles il n'a ni coulé, ni endommagé de navire ennemi au cours de ses 81 jours en mer.
Pour sa première patrouille, l'U-361 appareille de Kiel le 22 février 1944. Après 35 jours en mer, il arrive à Narvik en Norvège le 27 mars 1944.
Il reprend la mer trois jours plus tard pour sa deuxième patrouille, quittant Narvik le 31 mars 1944. Le 1er avril 1944, Hans Seidel est promu au grade de Kapitänleutnant. Après 25 jours en mer, il est de retour à Narvik le 24 avril 1944.
Sa troisième patrouille commence le 27 juin 1944, de Narvik. Après 21 jours en mer, l'U-361 est coulé le 17 juillet 1944 à l'ouest de Narvik à la position géographique de 68° 35′ N, 6° 00′ E par des charges de profondeur lancées d'un hydravion PBY Catalina britannique (du Squadron 210/Y). 
Les 52 membres d'équipage meurent dans cette attaque.

## Affectations
- 8. Unterseebootsflottille à Danzig du 18 décembre 1942 au 29 février 1944 (entrainement).
- 11. Unterseebootsflottille à Bergen du [[1er mars|1er mars]] au 17 juillet 1944 (service actif).

## Commandements
- Oberleutnant zur See, puis Kapitänleutnant Hans Seidel du 18 décembre 1942 au 17 juillet 1944

## Patrouilles
|       | Commandant         | Départ          | Départ | Arrivée         | Arrivée | Jours    | Succès |
| ----- | ------------------ | --------------- | ------ | --------------- | ------- | -------- | ------ |
| 1     | Oblt. Hans Seidel  | 22 février 1944 | Kiel   | 27 mars 1944    | Narvik  | 35 jours |        |
| 2     | Oblt. Hans Seidel  | 31 mars 1944    | Narvik | 24 avril 1944   | Narvik  | 25 jours |        |
| 3     | Kptlt. Hans Seidel | 27 juin 1944    | Narvik | 17 juillet 1944 | Coulé   | 21 jours |        |
| Total | Total              | Total           | Total  | Total           | Total   | 81 jours | 0 t    |

Note : Oblt. = Oberleutnant zur See - Kptlt. = Kapitänleutnant 

### Opérations Wolfpack
L'U-361 a opéré avec les Wolfpacks (meute de loups) durant sa carrière opérationnelle:
1. Boreas (29 février 1944 - 10 mars 1944)
2. Thor (10 mars 1944 - 26 mars 1944)
3. Blitz (2 avril 1944 - 5 avril 1944)
4. Keil (5 avril 1944 - 20 avril 1944)
5. Donner & Keil (20 avril 1944 - 23 avril 1944)
6. Trutz (28 juin 1944 - 10 juillet 1944)

## Navires coulés
L'Unterseeboot 361 n'a ni coulé, ni endommagé de navire ennemi au cours des trois patrouilles (81 jours en mer) qu'il effectua.

### Source et bibliographie
- (en) Cet article est partiellement ou en totalité issu de l’article de Wikipédia en anglais intitulé « German submarine U-361 » (voir la liste des auteurs).
- Chris Bishop, historien militaire (trad. de l'anglais par Christian Muguet), Les sous-marins de la Kriegsmarine : 1939-1945 : le guide d'identification des sous-marins [« The spellmount submarine identification guide : Kriegsmarine U-boats 1939-1945 »], Paris, Éd. de Lodi, 2008, 192 p. (ISBN 978-2-84690-327-1, OCLC 470721805, BNF 41298980)